# Bebe (álbum)
Bebe es el tercer álbum de estudio de la cantante estadounidense Bebe Rexha. Fue lanzado el 28 de abril de 2023 a través de Warner Records.

## Antecedentes
Rexha comenzó a trabajar en el álbum en diciembre de 2021, comenzando con «Seasons», la primera canción escrita para el álbum, que se inspiró en «Landslide» de Fleetwood Mac. Rolling Stone describió el sonido del álbum como una mezcla de «pop de los setenta, el lirismo de Stevie Nicks [y el] sonido dance pop más familiar [de Rexha]».

## Sencillos
El 26 de agosto de 2022, Rexha y David Guetta lanzaron «I'm Good (Blue)». La canción alcanzó la cima de las listas musicales en 22 países, como Alemania, Australia, Austria, Canadá, Dinamarca, Finlandia, Noruega, Países Bajos, Reino Unido, Suecia y Suiza; además, alcanzó el puesto número 4 en Estados Unidos y Francia. Fue nominada a mejor grabación dance/electrónica en la 65.ª edición de los premios Grammy. Rexha reveló que la canción aparecería en el álbum después de anunciar la lista de canciones el 30 de marzo de 2023.
«Heart Wants What It Wants» fue lanzado como el sencillo principal del álbum el 17 de febrero de 2023. Un videoclip acompañante dirigido por Michael Haussman muestra a Rexha en un entorno retro actuando mientras se muestra el proceso de filmación de la película.
«Call on Me» fue lanzado como el segundo sencillo del álbum el 31 de marzo de 2023, mientras que «Satellite» con Snoop Dogg fue lanzado como el tercer sencillo el 20 de abril de 2023.

## Lista de canciones
| Bebe  |                                            | |                                         |          |  |
| N.º   | Título                                     | Escritor(es)                                                                                              | Productor(es)                           | Duración |  |
| 1.    | «Heart Wants What It Wants»                | Bleta Rexha Bonnie McKee Ido Zmishlany Jussi Karvinen Liana Banks Ray Goren Ryan Williamson Sarah Solovay | Ido Zmishlany Jussifer Ray Goren Rykeyz | 3:02     |  |
| 2.    | «Miracle Man»                              | Rexha Jesse Saint John McKee Solovay Zmishlany                                                            | Zmishlany                               | 3:28     |  |
| 3.    | «Satellite» (junto con Snoop Dogg)         | Rexha Calvin Broadus Dominic Perfetti Joe Janiak Maya Kurchner Samantha DeRosa                            | Joe Janiak                              | 3:28     |  |
| 4.    | «When It Rains»                            | Rexha Chloe George Cleo Tighe Karvinen                                                                    | Jussifer Mitch Allan                    | 2:22     |  |
| 5.    | «Call on Me»                               | Rexha Dave Gibson Janée Bennett Matthew Burns                                                             | Burns                                   | 2:50     |  |
| 6.    | «I'm Good (Blue)» (junto con David Guetta) | Rexha David Guetta Camille Purcell Gianfranco Randone Massimo Gabutti Maurizio Lobina Phil Plested        | David Guetta Timofey Reznikov           | 2:55     |  |
| 7.    | «Visions (Don't Go)»                       | Rexha Ben Kohn Casey Smith Pete Kelleher Sean Douglas Tom Barnes                                          | TMS                                     | 3:18     |  |
| 8.    | «I'm Not High, I'm in Love»                | Rexha Saint John Solovay Zmishlany                                                                        | Zmishlany                               | 3:04     |  |
| 9.    | «Blue Moon»                                | Rexha DeRosa Janiak Perfetti                                                                              | Janiak                                  | 3:13     |  |
| 10.   | «Born Again»                               | Rexha Alex Bilowitz Karvinen Michelle Buzz Nick Monson                                                    | Jussifer Nick Monson                    | 3:00     |  |
| 11.   | «I Am»                                     | Rexha Brian Phillips Janiak Kurchner Tim Pagnotta Whitney Philips                                         | Brian Phillips Tim Pagnotta             | 2:55     |  |
| 12.   | «Seasons» (con Dolly Parton)               | Rexha Solovay Zmishlany                                                                                   | Zmishlany                               | 3:23     |  |
| 36:58 |                                            | |                                         |          |  |

## Posicionamiento en listas
| Listas (2023)                      | Mejor posición |
| ---------------------------------- | -------------- |
| Canadá (Billboard Canadian Albums) | 36             |
| Estados Unidos (Billboard 200)     | 132            |
| Francia (SNEP)                     | 94             |
| Japón (Billboard Japan Hot Albums) | 97             |
| Japón (Oricon Digital Albums)      | 27             |
| Reino Unido (OCC Album Downloads)  | 23             |